# عملية درع الصحراء العراقية
عملية درع الصحراء العراقية هي عملية عسكرية بدأت عام 2006 نفذتها الجماعات المسلحة العراقية السنية وتنظيم القاعدة في العراق ، خُطّطَ لها في كانون الأول/ديسمبر 2005 لدحر القوات الأمريكية خلال حربها على العراق، وكان الهدف هو زعزعة موطئ القدم الأمريكية في محافظة الأنبار على مدى ستة أشهر. 
لم يكتشف الأمريكيون تخطيط العملية حتى تمت ترجمة الوثائق التي استولوا عليها بعد وفاة فارس أبو عزام، وكُشفت تفاصيل العملية.  وقال الجيش الأمريكي إن الوثائق فاجأتهم، إذ أظهرت أن المسلحين السنة لديهم «نظام قيادة وتحكم قوي جدا».

## العملية

### المرحلة الأولى:كانون الثاني/يناير 2006–آذار/مارس 2006
ركزت المرحلة الأولى ، المقررة في الفترة من يناير حتى آذار/مارس 2006 ، على عزل الأهداف الأمريكية بمهاجمة قوافل الإمدادات، وتدمير الجسور وتقييد قدرة المروحيات على تقديم الدعم لتلك الأهداف. 
وفي 7 كانون الثاني/يناير ، اقترحت مذكرة من صفحتين أن يُطلب من هؤلاء المتمردين الذين تسللوا إلى القواعد الأمريكية استطلاع المنطقة  وإرسال تقارير للمساعدة في اختيار الأهداف المحتملة للعملية ، واقتُرح أيضا أن يتم وضع مخابئ الذخيرة قبل الهجمات ، وأنه يجب إرسال الجنود الذين تعهدوا بإستعدادهم للموت في المعركة ، وأن يتم تدريبهم أولاً في سلسلة من المعارك الوهمية . 
وتمت صياغة مذكرة لاحقة ، تضمنت أسماء القواعد الأمريكية التي يمكن الهجوم عليها - بما في ذلك قائمة بالأسلحة التي قد يحتاجها كل هدف ، وبما في ذلك المتفجرات. 
بناء على اقتراح من رئيس الأمن الذي لم يُذكر اسمه ، تقرر أن الأمن التشغيلي يتطلب أن يتقدم المشروع على أساس الحاجة إلى المعرفة ، وجعل قادة الألوية الفردية أن يعتقدوا أن أوامرهم كانت هجمات معزولة وأن لا يعرفوا عن استراتيجيتهم الشاملة. 

### المرحلة الثانية. مارس 2006–مايو 2006
ابتداء من مارس 2006 ، بدأت القاعدة في العراق في الاحتفاظ بتقارير عن كل هجوم ضد القوات الأمريكية ، وتتبع الخسائر في كلا الجانبين ، وتقديم تحليل لسبب نجاح الهجمات أو عدم نجاحها ، وبما أن القاعدة ليس لها مقرات أو «قاعدة» عمليات محددة ، فإن حفظ السجلات لم يكن مركزياً أبداً ، ومعظم المعلومات التي جمعها عناصر القاعدة منتشرة في جميع أنحاء الشرق الأوسط وأجزاء من شرق روسيا. ومع ذلك ، أدت المرحلة الثانية من عملية درع الصحراء العراقية إلى تقارير أكثر تفصيلاً وتدريب أفضل لجنود القاعدة في المستقبل.  في الوقت الحالي ، يجند تنظيم القاعدة في جميع أنحاء العالم ، مع العديد من المجندين الجدد القادمين من أوروبا الغربية ، والدول الأقدم في الكتلة الشرقية ، ويتلقى المجندون الجدد مستوى تدريبًا أكثر تقدمًا والذي يشمل على سبيل المثال لا الحصر مواضيع مثل القتال اليدوي ومهارات البقاء وأنظمة الأسلحة المتقدمة والذخائر المرتجلة والقتال الليلي وتقييم التهديدات ، بالإضافة إلى دورة تاريخ مدتها 36 - أسبوع حول المناوشات والمعارك السابقة التي فازت بها القاعدة أو خسرتها طوال وجودها ، وتدرك إدارة القاعدة الحالية أن مهارات حفظ السجلات الحثيثة للقيادة العراقية للقاعدة في عملية درع الصحراء العراقية لها كل الشكر على القدرات التدريبية المتقدمة التي يمكنهم تقديمها اليوم.  